# Antrim Mountains
Antrim Mountains – płaskowyż w północno-wschodniej części Irlandii (Irlandia Północna). Stanowi przedłużenie kaledońskich masywów południowej Szkocji. Zbudowany jest ze skał osadowych (wapienie, kreda), pokrytych pokrywami lawowymi ze schyłku orogenezy alpejskiej. Najwyższym wzniesieniem na płaskowyżu jest Trostan sięgający 554 m n.p.m. Klimat jest umiarkowanie ciepły, wybitnie morski. Obszar pokrywają w znacznej części wrzosowiska i torfowiska. W środkowej, obniżonej części leży jezioro Lough Neagh. W północnej części znajduje się klifowe wybrzeże ze słynną Groblą Olbrzyma (Giant’s Causeway) – jedną z największych atrakcji turystycznych wyspy.